# لويس أردينتي
لويس إيمانويل أردينتي (بالإسبانية: Luis Emanuel Ardente)‏ (و. 1981  م) هو لاعب كرة القدم، من الأرجنتين، يلعب كحارس مرمى.

## وصلات خارجية
- لويس أردينتي على موقع قاعدة بيانات كرة القدم.إي يو (الإنجليزية)
- لويس أردينتي على موقع Soccerway.com (الإنجليزية)